# Кроакс ан Турен
Кроакс ан Турен (фр. Croix-en-Touraine) је насељено место у Француској у региону Центар, у департману Ендр и Лоара.
По подацима из 2011. године у општини је живело 2194 становника, а густина насељености је износила 145,88 становника/km².

## Демографија
| 1962. | 1968. | 1975. | 1982. | 1990. | 2011. |
| ----- | ----- | ----- | ----- | ----- | ----- |
| 1.237 | 1.188 | 1.260 | 1.668 | 1.798 | 2.194 |